# 1204 Renzia
1204 Renzia је Марсов тројански астероид са средњом удаљеношћу од Сунца која износи 2,263 астрономских јединица (АЈ).
Апсолутна магнитуда астероида је 12,2 а геометријски албедо 0,047.